# 7 BR Ret. Mont.
Il cannone da 7 BR Ret. Mont., poi denominato cannone da 75B Mont., fu un pezzo d'artiglieria in dotazione all'artiglieria da montagna e someggiata del Regio Esercito italiano, adottato nel 1881 ed impiegato fino alla prima guerra mondiale. La denominazione di 7 BR Ret. indicava, secondo il sistema di classificazione allora in uso, il calibro approssimativo in centimetri, le caratteristiche della canna in bronzo (B) rigata (R) ed il sistema di caricamento a retrocarica (Ret.), mentre quella posteriore 75B indicava il calibro in millimetri ed il materiale della canna. L'abbreviazione Mont. distingueva questo pezzo da montagna dal pari calibro pezzo dell'artiglieria da campagna.

## Storia
Dopo l'adozione da parte del Regio Esercito del 7 BR Ret. da campagna, fu deciso di modernizzare anche l'artiglieria da montagna con una bocca da fuoco da 75 mm, standardizzando così calibri e munizioni. Gli studi si protrassero a lungo sia a causa delle difficoltà economiche in cui versava il Regno d'Italia, sia per diatribe dottrinali, in quanto i vertici dell'arma di artiglieria non erano concordi sulla necessità o meno, per un pezzo da montagna, di ruote e sala per il traino. Nel 1881 infine iniziò la distribuzione alle batterie da montagna del cannone (o obice) prodotto dall'Arsenale di Torino, prima in versione provvisoria su affusto Mod. 1844 modificato, in legno, poi dal 1883 con l'affusto definitivo in acciaio.

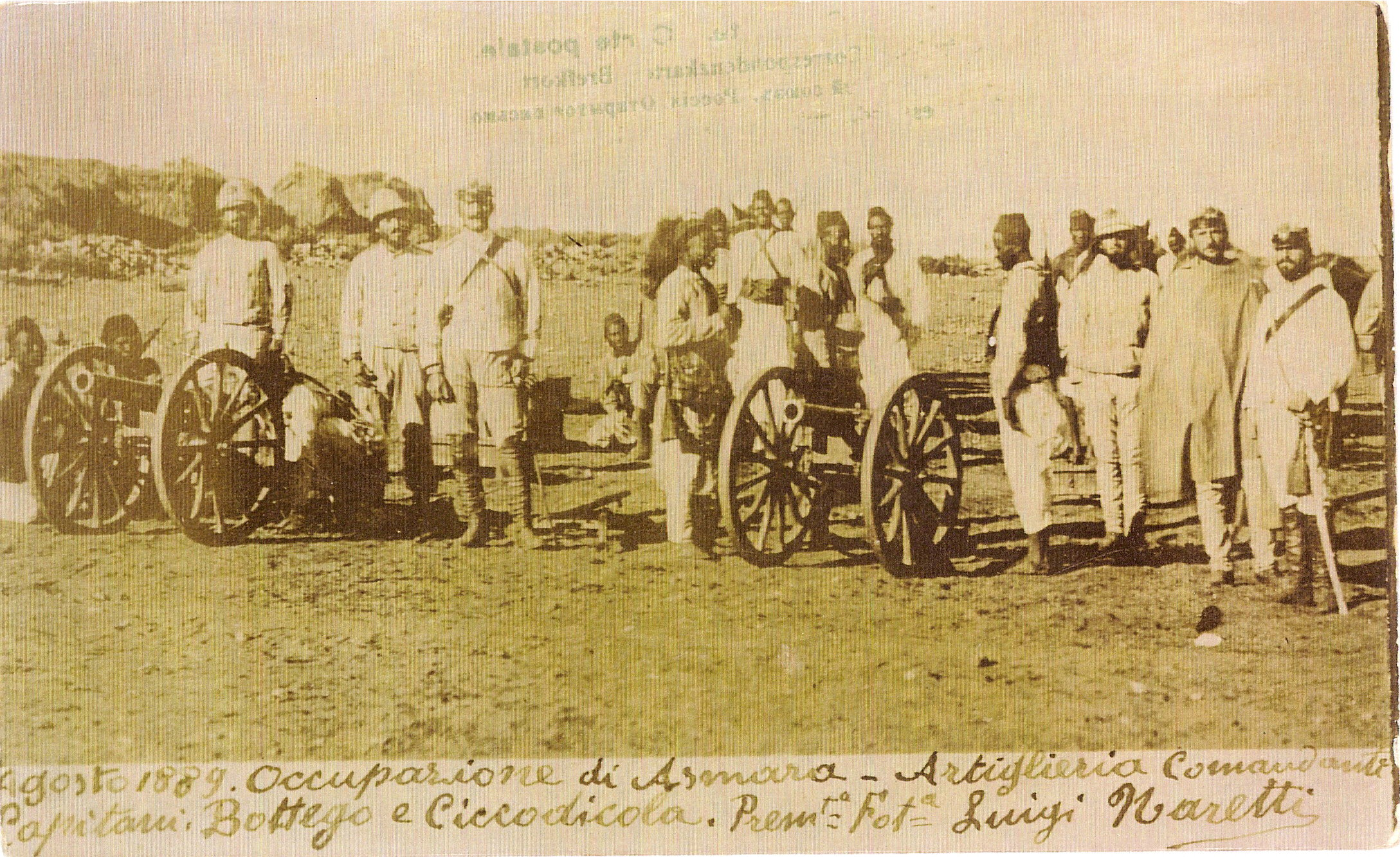
Due 7 BR Ret. Mont. della 1ª Batteria artiglieria da montagna indigeni del maggiore Ciccodicola ad Asmara nel 1889.

Il pezzo fu impiegato dalle batterie da montagna nazionali (su 6 pezzi) ed indigene (su 4 pezzi) durante la Guerra d'Abissinia, partecipando alla sfortunata battaglia di Adua. Mentre nella Belle Époque i maggiori eserciti europei si munivano di artiglieria con affusti a deformazione (quali il rivoluzionario 75 mm Mle. 1897), nei vertici dell'Arma di Artiglieria italiana il dibattito ancora verteva sul vantaggio dell'affusto rigido, tra i quali la lenta cadenza di tiro che permetteva di valutare gli effetti del fuoco, la maggiore semplicità d'uso e leggerezza del complesso. Poiché lo sviluppo di materiale a deformazione procedeva a rilento e gli artiglieri da montagna erano più preoccupati dal peso più che dai problemi causati dal rinculo dei pezzi, nel 1904 le batterie da montagna sostituirono il 75B Mont. con un altro cannone ad affusto rigido, il 70/15. Il 75B Mont. passò così in seconda linea, andando ad armare i forti e le batterie dell'artiglieria da fortezza fino alla prima guerra mondiale.

## Tecnica
- granata da 75: corpo bomba in ghisa, carica in tritolo fuso, peso: 4,28 kg
- shrapnel da 75: corpo bomba in ghisa, 102-109 pallette in piombo-antimonio, peso: 4,2 kg
- scatola a mitraglia: contenitore in zinco, 61 pallette in ferro, peso: 4,2 kg

Il 75B Mont. era un cannone a retrocarica ad affusto rigido estremamente leggero e compatto. L'affusto a ruote era in lamiera d'acciaio spessa 5 millimetri, a coda unica con cosce convergenti e pesava solo 150 chilogrammi. La sala in acciaio, con carreggiata di soli 71 centimetri, era unita al corpo dell'affusto da cuscinetti in gomma, che attenuavano le forze di rinculo sulle parti meccaniche. L'elevazione, da -10° a +20°, era ottenuta con un sistema a doppia vite e chiocciola; essa veniva aumentata fino a 40° interrando la coda d'affusto per ottenere la massima gittata di 3850 metri. La canna della bocca da fuoco era in bronzo a 12 righe, lunga 1000 millimetri. Il bronzo era lavorato dopo la fusione tramite compressione interna, che conferiva eccezionale durezza al metallo. L'otturatore, del tipo Krupp modificato, era costituito da un cuneo d'acciaio e da un anello plastico ed era progettato per l'utilizzo di cartocci a sacchetto e proiettile separato. Le granate e gli shrapnel erano dotati di 4 corone di forzamento in rame, che venivano lubrificate con sego. La carica di lancio era unica, in sacchetto da 300 grammi. L'innesco avveniva tramite cannello inserito nel focone. Gli organi di mira ad alzo a quadrante erano posto sul lato sinistro della canna.
Il traino il pezzo avveniva tramite apposito avantreno a timonella. Per il someggio il pezzo veniva suddiviso su tre animali:
- mulo porta-cannone: trasportava la bocca da fuoco;
- mulo porta-affusto: trasportava il corpo d'affusto e la timonella;
- mulo porta-ruote: trasportava le due ruote ed un cofano per gli attrezzi.

Il munizionamento, comune al pezzo da campagna, era trasportato in cofani Mod. 1860, due per mulo (tre muli porta-munizioni per pezzo) e sulle carrette da munizioni, in ragione di 234 colpi per pezzo.